# 霍爾木茲 (伊朗)

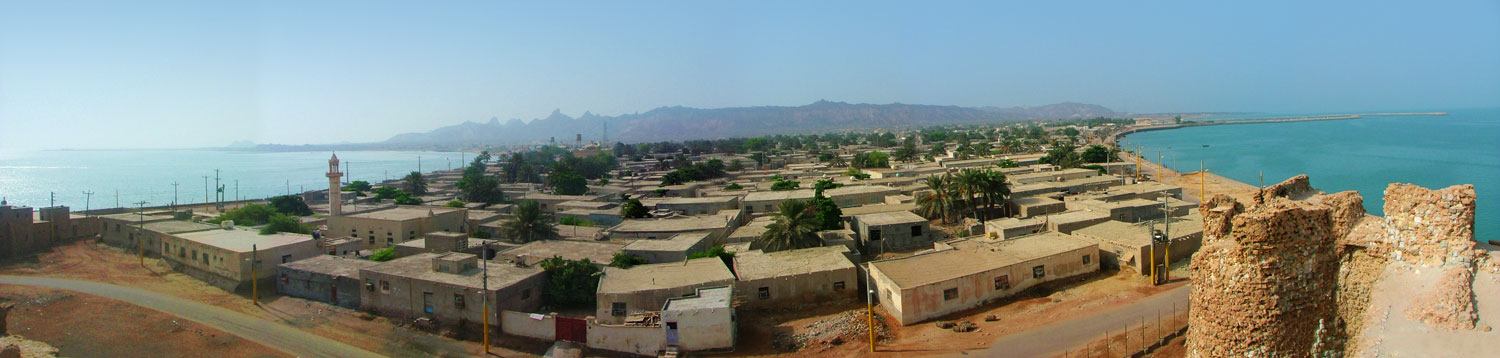

霍爾木茲是伊朗的城市，位於該國南部，由霍爾木茲甘省負責管轄，距離首府阿巴斯港14公里，處於首都德黑蘭東南1,063公里，海拔高度14米，2006年人口5,699。